# Drezden (альбом)
Drezden — перший студійний альбом музичного соло-проєкту Сергія Міхалка, Drezden виданий 30 вересня 2018 року. Також до участі в проекті Міхалок запросив гітариста «Океану Ельзи» Владіміра Опсеніцу та українського саунд-продюсера Віталія Телезіна.

## Список композицій
Тексти і музика всіх пісень — Міхалок Сергій.
| #   | Назва                 | Тривалість |
| --- | --------------------- | ---------- |
| 1.  | «Drezden»             | 3:33       |
| 2.  | «Айсберг»             | 3:48       |
| 3.  | «Самарканд»           | 3:02       |
| 4.  | «Ямагути-гуми»        | 3:38       |
| 5.  | «Ронин»               | 3:30       |
| 6.  | «Коалы»               | 3:28       |
| 7.  | «Электро-монголы»     | 3:44       |
| 8.  | «Стальной Нуриев»     | 3:12       |
| 9.  | «Вуди Вудпекер»       | 3:24       |
| 10. | «Мона Лиза овердрайв» | 4:04       |
| 11. | «Король»              | 3:53       |

## Учасники запису
- Міхалок Сергій — вокал
- Володимир Опсеніца — гітара
- Віталій Телезін — продюсер